# Pyrrhula pyrrhula

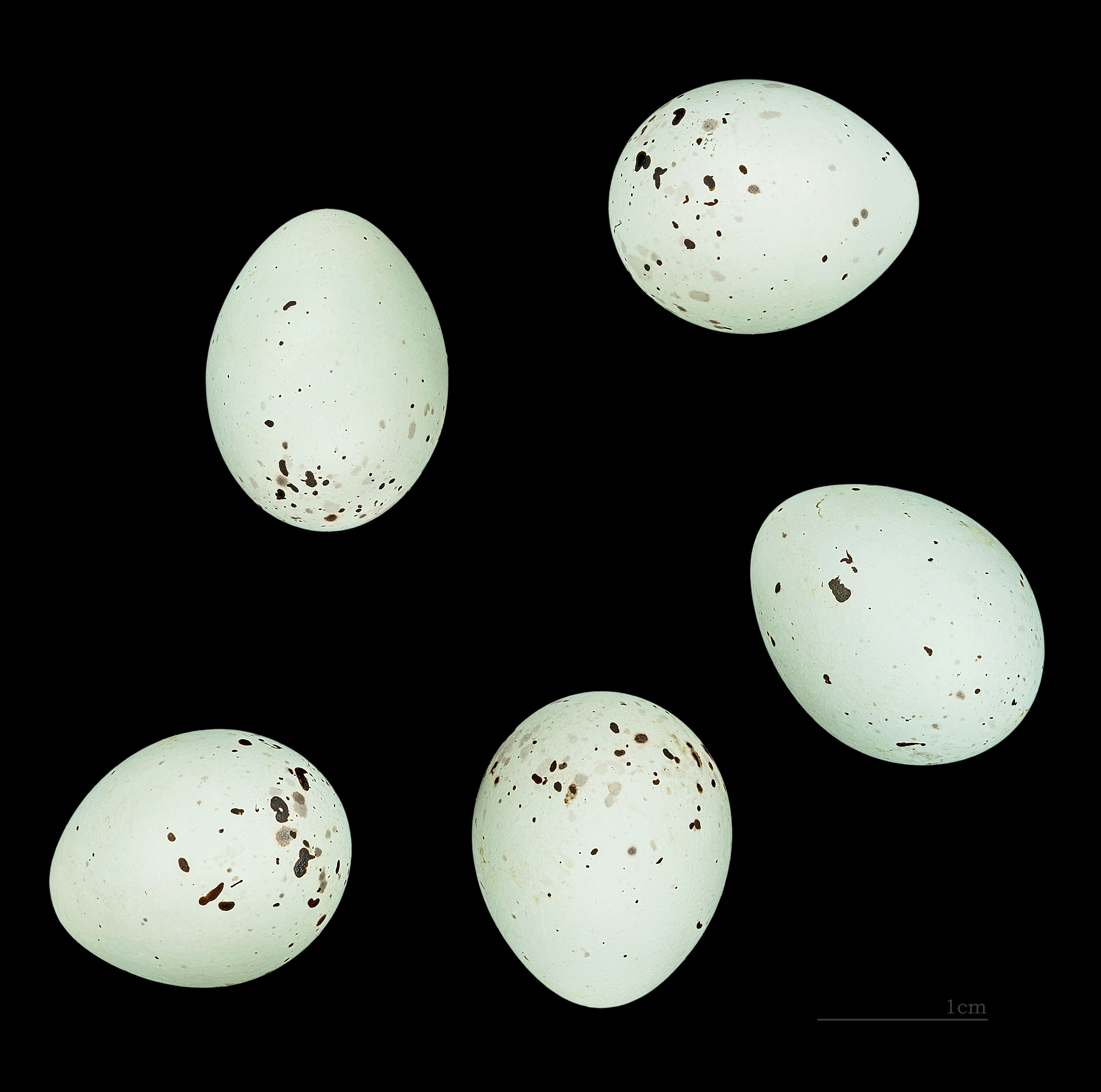
Huevos de Camachuelo común

El camachuelo común (Pyrrhula pyrrhula) es una especie de ave paseriforme de la familia de los fringílidos (Fringillidae). Es uno de los paseriformes más extendidos por Europa y el Asia de clima templado. Su coloración es inconfundible: mientras la hembra posee colores más apagados, el macho luce un plumaje rojizo en el pecho. No se encuentra amenazado y cuenta con poblaciones de entre quince y veintiocho millones de ejemplares en Europa.

## Descripción
Es un fringílido grande, mide entre 15 y 17,5 cm. Tiene una forma redondeada y compacta, con un pico negro, corto y robusto, adaptado a su tipo de alimentación.
Su plumaje es azulado por el dorso, con un obispillo blanco, alas y cola negras, banda alar blanca y el píleo negro. En la coloración del vientre, pecho y garganta se diferencian ambos sexos; en el macho es de un llamativo color anaranjado y en la hembra es de un color pardusco mucho más discreto. También el azul del dorso es más apagado en la hembra. Los juveniles son de colorido similar al de la hembra, aunque sin el negro en la cabeza de los adultos.
Tiene un vuelo rápido y ondulante.

## Taxonomía
Tiene descritas entre diez y doce subespecies:
- P. p. caspica Witherby, 1908 - Norte y noreste de Irán.
- P. p. cassinii Baird SF, 1869 - Península de Kamchatka, isla Paramushir, y costa del mar de Ojotsk.
- P. p. cineracea Cabanis, 1872 - Montes Sayanes, montes Altái y Manchuria.
- P. p. europaea Vieillot, 1816 - Europa central.
- P. p. griseiventris Lafresnaye, 1841 - Este de Manchuria, Sajalín, islas Kuriles, Honshu, Japón.[6][7]
- P. p. iberiae Voous, 1951 - Norte de la península ibérica.[6][7]
- P. p. murina Godman, 1866 - Isla de São Miguel (Azores). En ocasiones tratada como una especie aparte.[8]
- P. p. paphlagoniae Roselaar, 1995 - No reconocida por todas las fuentes.[5]
- P. p. pileata MacGillivray, 1837 - Islas británicas.
- P. p. pyrrhula (Linnaeus, 1758) - Desde el norte de Euorpa al oeste de Mongolia, invernante en el sur de Europa e Irán.
- P. p. rosacea Seebohm, 1882 - No reconocida por todas las fuentes.[5]
- P. p. rossikowi Derjugin & Bianchi, 1900 Oeste de Turquía, Cáucaso y noreste de Irán.

Según unos estudios filogenéticos realizados en 2001 por Arnaiz-Villena et al. todas las especies del género Pyrrhula comparten ancestro común con el Pinicola enucleator o Picogordo de los Pinos.

## Comportamiento
Habita en bosques mixtos que posean un sotobosque rico. Se alimenta de semillas, brotes y en ocasiones de insectos. Silencioso y tranquilo, se agrupa en parejas o pequeños grupos poco cohesionados.

## Reproducción

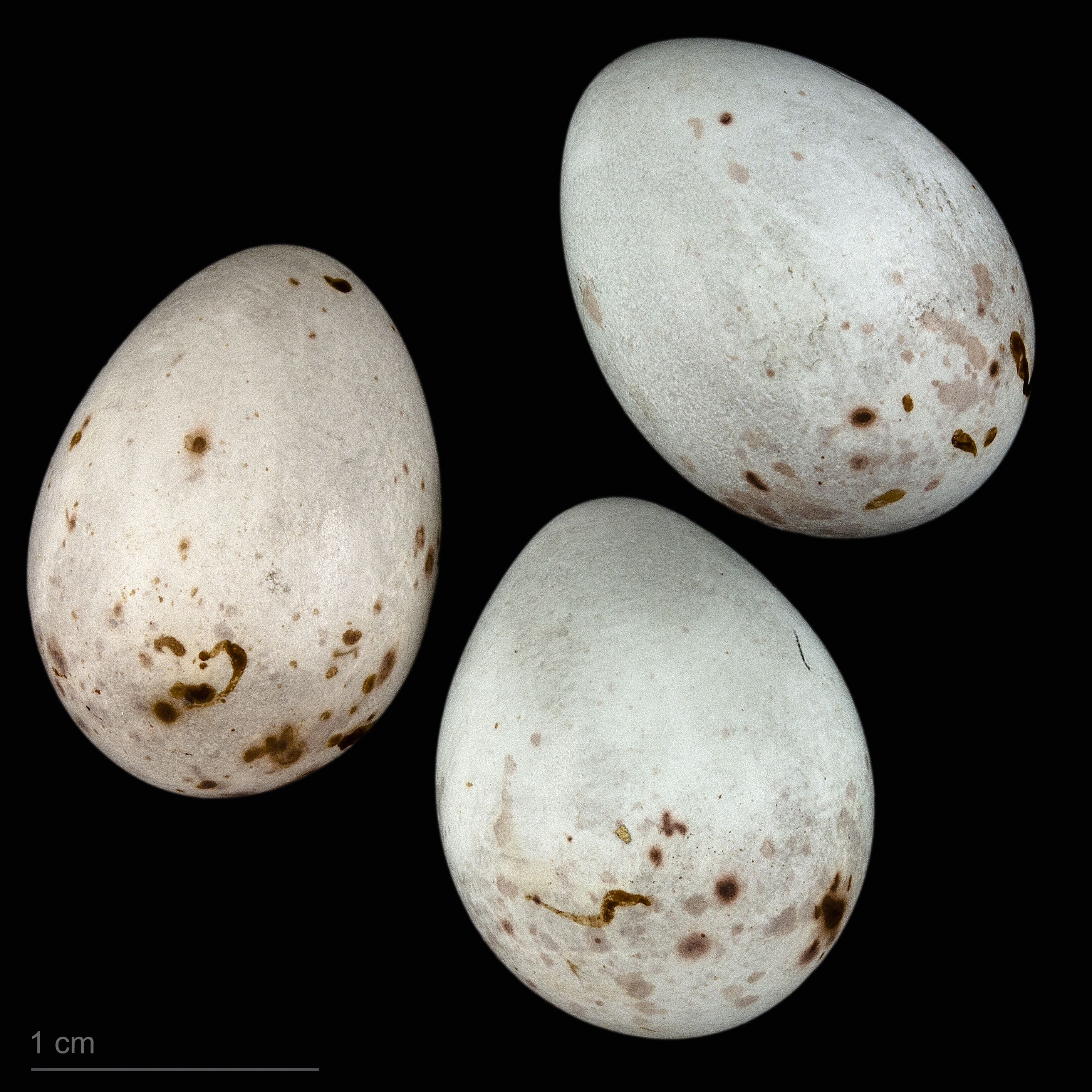
Pyrrhula pyrrhula pileata - MHNT

La hembra es la que construye el nido y lo coloca en un denso arbusto. Pone unos cinco huevos de color azul pálido con muchos puntos marrones.